# Бижеляк
Бижеля́к (башк. Бишьеләк - "Пять ягод")— посёлок железнодорожного разъезда в Озёрском городском округе Челябинской области.

## География
Расположен рядом с озером Улагач. Расстояние до Озёрска — 27 км.

## Население
| 2002 | 2010 |
| ---- | ---- |
| 311  | ↘214 |

По данным Всероссийской переписи, в 2010 году численность населения посёлка составляла 214 человек (103 мужчины и 111 женщин).
Башкиры - 72 человека 

## Транспорт
В посёлке расположен одноимённый ж/д разъезд.

## Улицы
Уличная сеть посёлка состоит из 3 улиц. Центральная - Гагарина, Станционная и Омская